# Karola Ebeling

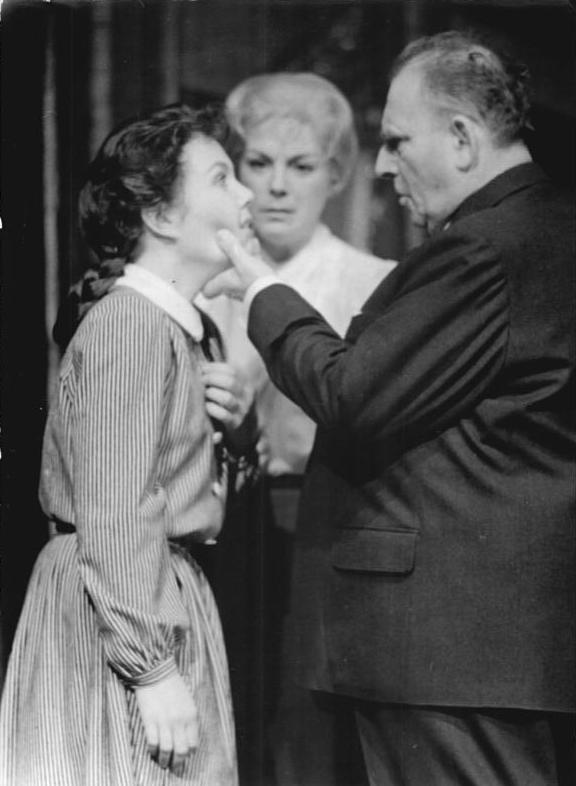
Karola Ebeling (links) mit Ursula Burg (Mitte) und Wolfgang Heinz (rechts) in dem Stück Professor Mamlock, 1959 in den Berliner Kammerspielen

Karola Ebeling (* 23. Mai 1935 in Berlin) ist eine deutsche Schauspielerin und Sängerin.

## Leben
Karola Ebeling wuchs in Berlin auf und ging dort zur Schule, mit Abschluss auch auf einer Handelsschule. Dann besuchte sie die Max-Reinhardt-Schauspielschule unter der Leitung von Hilde Körber. Eine Gesangsausbildung hatte sie bei Elsa Varena in Berlin, Sergio Nazor in Wuppertal und bei Professor Gottschalk in Berlin.
Während der Ausbildungszeit spielte sie einige Rollen im Schiller- und Schloßparktheater in Berlin. Ihr Partner war Horst Buchholz in der Berliner Posse Kyritz-Pyritz unter der Regie von Wolfgang Spier. Nach Abschluss der Schauspielausbildung folgten Engagements in den Theatern von Wuppertal, Lübeck, Hildesheim und Hannover. Ab 1958 war Karola Ebeling drei Spielzeiten am Deutschen Theater im Ostteil von Berlin. Dort spielte sie u. a. im Nathan der Weise die Rolle der Recha mit Eduard von Winterstein. 1959 spielte sie die Luise in Kabale und Liebe, einer Defa-Verfilmung unter der Regie von Martin Hellberg. In dieser Zeit mit dem Deutschen Theater im TV-Sender Adlershof hatte sie ca. 20 Fernsehrollen, die noch live übertragen wurden, unter anderem die Franziska in Minna von Barnhelm. Zu dieser Zeit war sie auch Mitglied des West-Berliner Kabaretts Die Bedienten und bei Fritz Genschow im Titania-Palast in Märchenstücken zu sehen. Aufgrund einer Kritik in der Zeitung Die Welt wurde sie nach Hamburg ans Deutsche Schauspielhaus von Gustaf Gründgens engagiert.
Der Mauerbau 1961 war für Karola Ebeling das Ende des Engagements am Deutschen Theater in Berlin. Durch eine glückliche Fügung wurde sie für die deutsche Uraufführung des Musicals My Fair Lady (25. Oktober 1961) im Theater des Westens Berlin für die zweite Besetzung der Eliza, neben Karin Hübner, engagiert. Während der Wartezeit auf die 1. Vorstellung spielte sie in der Komödie Berlin in Helden von Shaw die Louka mit Heidelinde Weis, Hans Putz, Jan Hendriks, Tilly Lauenstein u. a. Dann spielte Karola Ebeling in ca. 1000 Vorstellungen die Rolle der Eliza in My Fair Lady in Berlin, München, Zürich, Wien, Frankfurt, Düsseldorf, Luxemburg und auf Tournéen. 1964 spielte Ebeling auch die Rolle der Eliza in Shaws Pygmalion. Mit höherem Alter übernahm sie dann auch die Rollen der Mrs. Pearce und der Mrs. Higgins und führte später auch in Zürich die Regie.
Von 1984 bis 1992 zog sich Ebeling aus dem Beruf zurück, um ein im Familienbesitz befindliches Hotel zu übernehmen. 1997 spielte sie in der Komödie im Bayerischen Hof München in der Erbin die Rolle der Maria mit Heidelinde Weis, Alexander Kerst unter der Regie von Harald Leipnitz. Danach spielte Karola Ebeling in den Serien Der König, Jugendanwalt Wolkenstein, Der Spieler, Derrick, Alice auf der Flucht; Partner waren unter anderem Paul Hubschmid, Friedrich Schoenfelder, Alfred Schieske, Bruno Fritz, Agnes Windeck und Käthe Haack.
Sie spielte unter den Regisseuren Boleslav Barlog, Hans Lietzau, Hans Bauer, Franz Reichert, Helmut Henrichs, Hans Hinrich, Arno Wüstenhöfer, Günther Lüders, Wolfgang Spier, Dietrich Haugk, Gustav Rudolf Sellner, Wolfgang Langhoff, Erik Ode, Christian Wölffer, Harald Leipnitz, Wolfgang Liebeneiner, Tom Engel, Rainer Erler und Martin Hellberg.
2023 reiste sie mit 88 Jahren zum ersten Mal nach New York. Mit der TUI Mein Schiff fuhr sie damals von Hamburg nach New York und erfüllt sich den Traum, den Broadway zu besuchen.

## Filmografie

### Filme
- 1954: … und ewig bleibt die Liebe
- 1954: Die schöne Müllerin
- 1955: Oberarzt Dr. Solm, Regie Paul May
- 1956: Tischlein deck dich
- 1959: Kabale und Liebe
- 1965: Die fromme Helene
- 1976: Vera Romeyke ist nicht tragbar

### Fernsehen
- 1960: Kreuze am Horizont
- 1961: Zwei Krawatten
- 1962: Chiarevalle wird entdeckt
- 1963: Wir singen nur für Sie heut Nacht, Regie Bernard Thieme
- 1962:Der jähzornige, junge Mann, Regie Rainer Erler
- 1962: Erik Schumann-Show
- 1963: Feuer lodern überall, Regie Wilm ten Haaf
- 1963: Zweierlei Maß, Regie Günter Gräwert
- 1964: Die Geschäfte des Herrn Mercadet, Regie Paul Hoffmann
- 1964: Das gabs nur einmal, Regie Günther Hassert
- 1965: Der seidene Schuh, Regie Gustav Rudolf Sellner
- 1965: Die fröhliche Weinkarte, Regie Fred Kraus
- 1966: Das Kriminalmuseum, Regie Dieter Lemmel
- 1968: Die seltsamen Methoden des Franz Josef Wanninger, Folge: Der Griff nach der Flasche, Regie Theo Mezger
- 1969: Polizeifunk ruft, Regie Hermann Leitner
- 1969: Die Reiter von Padona, Regie Alexander May
- 1969: Petitionsausschuß, Regie Peter Weck
- 1976: Preußenkorso, Regie Erik Ode
- 1979: Tatort: Gefährliche Träume
- 1980: Frau über 40, Regie Hans Jürgen Tögel
- 1981: Hoffmann und Cupovic, Regie Dieter Lemmel
- 1983: Die Geschwister Oppermann, Regie Egon Monk